# Театральна легенда (Фестиваль ім. Михайла Силаєва)
Фестиваль «Театральна легенда» ім. Михайла Силаєва — аматорський фестиваль, свято театрального мистецтва. Відбувається у місті Краматорську з 2003 року.

## Історія виникнення
Вперше аматорський театральний фестиваль «Театральна легенда» ім. М. Силаєва проходив у 2003 році в Краматорську на сцені ПКіТ НКМЗ. Фестиваль «Театральна легенда» був заснований дирекцією, профспілковим комітетом та асоціацією молоді НКМЗ.
Ідея проведення такого фестивалю належить режисеру народного театру «Бам-Бук» Миколі Мітлі та директору ПКіТ НКМЗ А.Стецюку. Микола Мітла є організатором та ідейним натхненником фестивалю, присвяченого пам'яті режисера М.Силаєва.
Під час урочистого відкриття першого фестивалю міський голова Краматорська В. Кривошеєв сказав: "Михайло Дмитрович Силаєв, людина-легенда, створив в Краматорську театральне середовище, особливу театральну ауру. Закономірно що з його ім'ям пов'язано народження нової традиції — проведення в Краматорську фестивалю «Театральна легенда».
На фестиваль запрошуються аматорські театри України та Росії, різноманітних за жанром.
У 2017 році пройшов десятий фестиваль.

### Театральна легенда— 2003
Проводився з 30 січня по 1 лютого 2003 року.
Брали участь:
- Театр Ніни Кондратьєвої (м. Дніпропетровськ), вистава «Фен-Шуй». Нагороджено дипломами «За кращу чоловічу роль», «За кращу жіночу роль», «За кращу жіночу роль другого плану».
- Народний театр-студія «Черный квадрат» (м. Київ), вистава «Старые сказки о главном». Нагороджено дипломом «Зірка епізоду».
- Театр «Искусственное тело» (м. Сєвєродонецьк), вистава «Лялькар». Нагороджено дипломами «За оригінальний сценарій», «За пластичне рішення».
- Народний драматичний театр комбінату «Азовсталь» (м. Маріуполь), вистава «Когда лошадь теряет сознание». Нагороджено дипломами «За вірність традиціям», «За художнє оформлення».
- Народний театр «Бам-Бук» (м. Краматорськ), вистава «Белоснежка и семь гномов». Нагороджено дипломами «За краще музичне оформлення», «Зірка епізоду». Гран-Прі фестивалю за великий внесок в розвиток театрального мистецтва Донбасу. отримав М. Мітла.
- Театр-студія «Лабіринт» (с. Миколаївка), спектакль «Razdvatri».[3]

### Театральна легенда— 2004
Проводився з 30 січня по 1 лютого 2004 року.
Брали участь:
- Театр Ніни Кондратьєвої (м. Дніпропетровськ), вистава за п'єсою Саймона Н. «Когда пойдет снег». Нагороджено диплом «За кращу жіночу роль».
- Народний театр-студія «Черный квадрат» (м. Київ), вистава за п'єсою Є. Гришковця «Дредноуты». Нагорджено спеціальним призом журі «За моновиставу».
- Народний театр «Бам-Бук» (м. Краматорськ), вистава за п'єсою М. Розовського «История лошади». Нагороджено дипломом «За кращу режисуру».
- Театр «Маски» (м Дніпропетровськ), комедія Л. Філатова «Лисистрата». Нагороджено дипломом «За стиль і витонченість втілення».
- Театр драми і комедії Російського університету Дружби народів (м. Москва), вистава М. Миронова «Мамочки мои». Нагороджено дипломами «За акторську майстерність», «Краща жіноча роль другого плану», «За кращу сценографію».
- Театр «Тур де Форс» (м. Одеса), вистава В. Сологуба «Безумно влюбленный». Нагороджено Гран-Прі фестивалю «Театральна легенда-2004» і дипломами «За пластичне рішення», «За краще музичне оформлення», «Краща чоловіча роль», «Краща чоловіча роль другого плану», «Король епізоду», «Королева епізоду».[4][5][6][7][8][9]

### Театральна легенда— 2005
Проходив 28-30 січня 2005 року.
Брали участь:
- Народний театр-студія «Черный квадрат» (м. Київ), вистава за п'єсою В. Білецького «Выбор».
- Народний театр «Бам-Бук» (м. Краматорськ), вистава «Тамара и демон» за п'єсою Курилка А. Нагороджено дипломами «За кращу чоловічу роль другого плану», «За краще музичне оформлення вистави».
- Народний драматичний театр комбінату «Азовсталь»(м. Маріуполь), вистава «Кома» Варфоломєєва М. Нагороджено дипломом «За кращий акторський ансамбль».
- Студентський театр «В движении» (м. Дніпропетровськ), вистава за п'єсою Л. Розумовської «Дорогая Елена Сергеевна».
- Театр Ніни Кондратьєвої (м. Дніпропетровськ), вистава за п'єсою О. Островського «Женитьба Бальзаминова». Нагороджено дипломами «За кращу жіночу роль другого плану», «Королева епізоду».
- Театр «Тур де Форс» (м. Одеса), вистава «Оркестр» Ж. Ануя. Нагороджено Гран Прі фестивалю «Театральна легенда-2005» та дипломами «За кращу режисуру», «За пластичне рішення», «За кращу чоловічу роль», «За кращу жіночу роль», «За кращу сценографію».[10][11][12]

### Театральна легенда— 2006
Проходив з 27 по 29 січня 2006 року.
Брали участь:
- Народний театр «Бам-Бук» (м. Краматорськ), вистава «Курица». Нагороджено дипломами «За кращу режисуру» (М. Мітла), «За кращу жіночу роль» (І. Погуляй).
- «Театр Андрея Галкина» (м. Москва), музична вистава «Собачий вальс». Нагороджено дипломами «За кращу сценографію», «За кращий акторський ансамбль», «За пластичне рішення спектаклю», «За кращу чоловічу роль» (О. Колупаєв), «Король епізоду» (М. Гущин).
- Театр Ніни Кондратьєвої (м. Дніпропетровськ), водевіль «Портрет мадемуазель Торжи». Нагороджено дипломами «За кращу чоловічу роль другого плану» (С. Денисов), «За кращу жіночу роль другого плану» (І. Герасименко)
- Народний театр-студія «Черный квадрат» (м. Київ), комедія «Кот Баскервилей». Нагороджено диплом «Королева епізоду» (О. Ткачова).
- Театральний проект «Конфитюр» (м. Волгоград), мініатюри.
- Театр «Тур де Форс» (м. Одесса), комедія. Нагороджено дипломом «За краще музичне оформлення вистави».[13][14][15][16]

### Театральна легенда— 2007
Проходив з 2 по 4 лютого 2007 року.
Брали участь:
- Народний театр «Бам-Бук» (м. Краматорськ), вистава «Театр одного зрителя» В. Жеребцова. Нагороджено дипломами «За акторську роботу» (В. Білокур, В. Гіпич), «Королева епізоду» (І. Погуляй), «За кращий акторський ансамбль».
- Театр «Тур де Форс» (м. Одесса), драма «Дверь» Г.Яблонської. Нагороджені дипломами «За кращу жіночу роль», «За краще пластичне рішення вистави».
- Театральний проект «Конфитюр» (м. Волгоград), п'єса «Огонь, вода, земля и воздух». Нагороджено «Гран-Прі» фестивалю «Театральна легенда-2007», «За акторську роботу».
- Театр-студія «Черный квадрат» (м. Київ), комедія «Метаморфозы», драма П. Барца «Ужин в четыре руки». Нагороджено дипломами «За оригінальний сценарій», «За крашу чоловічу роль», «За кращу жіночу роль другого плану» «За акторську роботу».
- Народний театр «Маски» (м. Дніпро), п'єса Л. Філатова «Золушка до и после». Нагороджено дипломами «За кращу режисуру», «За краще музичне оформлення спектаклю», «За кращу чоловічу роль другого плану», «Король епізоду», «За акторську роботу».
- «Театр Андрея Галкина» (м. Москва) представили драму Є. Шварца «Дракон». Нагороджено дипломами «За кращу сценографію», «За волю до перемоги», «За акторську роботу».[17][18][19][20]

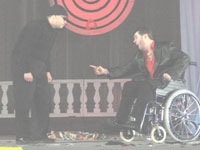
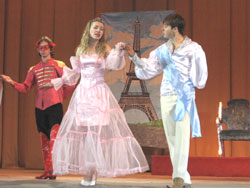
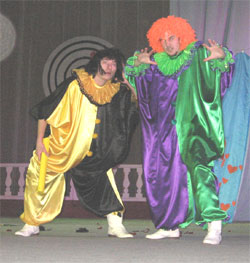
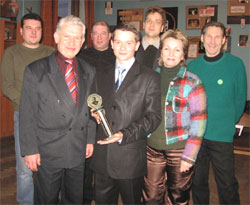

### Театральна легенда— 2008
Проходив з 23 по 25 травня 2008 року.
Брали участь:
- Народний театр «Бам-Бук» (м. Краматорськ), вистава «Дочки–матери» А. Марданя. Нагороджено дипломами «За кращу режисуру», «За кращу жіночу роль» (І. Погуляй), «За акторську роботу» (Ю. Журавльова).
- Народний театр «Русской драмы» (м. Маріуполь), вистава «Не такой, как..» А. Слапаковського. Нагороджено дипломами «Король епізоду» (В. Федотов), «За краще музичне оформлення».
- Студентський театр «Крупный план» (м. Дніпропетровськ), СТЕМ — мініатюри «301 кабинет» С. Полеонок. Нагороджено дипломом «За краще пластичне рішення.
- Молодіжний театр „Міст“ (м. Київ), вистава „Той, що відчиняє двері“ Н. Неждан. Нагороджено дипломом „За кращий сценарій“.
- Молодіжний театр „Тур де Форс“ (м. Одеса), п'єса „Сестрички — лисички“ Н. Волконської. Нагороджено дипломом „За кращу сценографію“, „Королева епізоду“ (М. Юр'єва).
- Народний театр „Маски“ (м. Дніпропетровськ), комедія „Мамуля“ С. Бєлова. Нагороджено „Гран-Прі“ фестивалю „Театральная легенда–2008“, диплом „За кращу чоловічу роль“ (Д. Свинаренко).[21]

### Театральна легенда— 2011
Проходив 13-15 травня 2011 року.
Брали участь:
- Театральна студія „Вікно“ (м. Краматорськ), казка „Золушка“. Нагороджено дипломом „За кращу сценографію“.
- Театральна група „Колесо“ (м. Донецьк), „Сказки бутофорских фруктов“ Є.Клюева. Нагороджено дипломом „За оригінальний сценарій“.
- Театральна студія „ЮZ“ (м. Донецьк), моновистава „Пещера“ Є.Замятіна. Нагороджено дипломом „За краще музичне оформлення“.
- Театральний проект „Конфитюр“ (м. Волгоград), п'єса „Нитевидная сущность светил“ В. Пелевіна. Нагороджено призом „За оригінальне рішення вистави“.
- Молодіжний театр „Тур де Форс“ (м. Одеса), вистава-фільм „Кроткая“ по оповіданню Ф. Достоєвського. Нагороджено дипломом „За творчий пошук та експеримент“.
- Народний театр „Бам-Бук“ (м. Краматорськ), представили виставу „Роман Роман“ Р. Бєлецького. Нагороджено дипломами „За кращу режисуру“; „Краща жіноча роль другого плану“ (Ю.Журавльова); „Краща чоловіча роль“ (Є.Аніченков).
- Народний театр „Маски“ (м. Дніпропетровськ), представили комедію „Идеальная пара“ М. Камолетті. Нагороджено Гран-прі „Театральна легенда–2011“; „Краща жіноча роль“ (А. Сиріца); „Краща чоловіча роль другого плану“ (Д.Свинаренко).[22]

### Театральна легенда— 2012
Проходив 18-20 травня 2012 року.
Брали участь:
- Театр „Пятое колесо“ (м. Донецьк), моновистава „Иллюстрации“ за мотивами О.Каневського. Нагороджено Гран-прі „Театральна легенда–2012“.
- Народний театр „Бам-Бук“ (м. Краматорськ), вистава „Памятник“ В. Жеребцова. Нагороджено дипломом „За кращу режисуру“; „Краща жіноча роль“ (І.Погуляй); „Краща чоловіча роль другого плану“» (М. Бондаренко).
- Театральний проект «Конфитюр» (м. Волгоград), п'єса «Те, кто выбрал тебя» за творами С. Кінга та В. Пелевіна. Нагороджено дипломом «Краща чоловіча роль»; «Кращій авторський твір».
- Молодіжний театр «Тур де Форс» (м. Одеса), вистава «Желанный тиран» за п'єсою Н.Волконської. Нагороджено дипломами «За краще оформлення вистави»; «Краща жіноча роль» (А.Тімкова).
- Театр-студія «Черный квадрат» (м. Київ), вистава «А вас еще не сожрали?» за п'єсою С. Мороженка. Нагороджено дипломом «За акторський склад»; «За оригінальний сценарій»; «За створення яскравого сценічного образу».
- Театральна студія «Вікно» (м. Краматорськ), казкова комедія «Любов к одному апельсину» за п'єсою В.Синакевича. Нагороджено дипломом «За кращу сценографію».

Народний театр «Маски» (м. Дніпропетровськ), вистава «Зрители» за п'єсою В. Леванова. Нагороджено дипломом «За оригінальне рішення вистави».

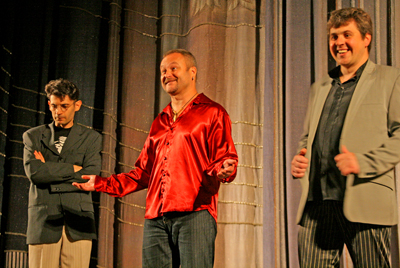
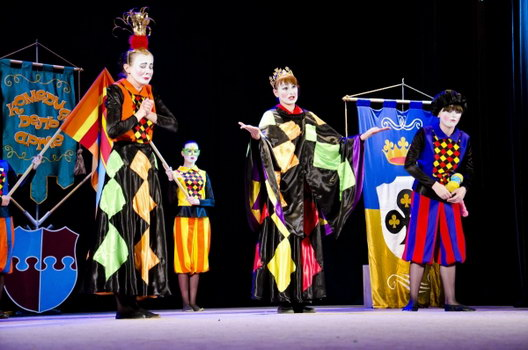
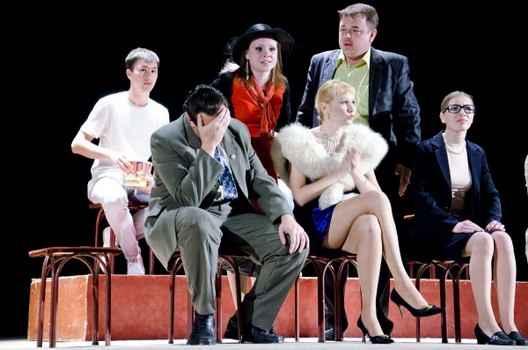
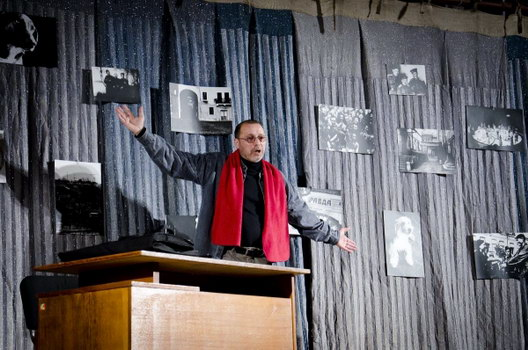
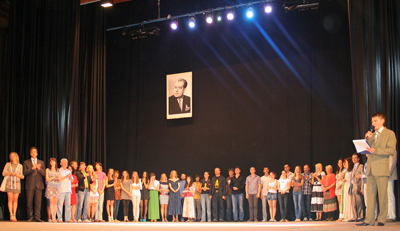

### Театральна легенда— 2013
Проходив з 17 по 19 травня 2013 року.
Брали участь:
- Народний театр «Бам-Бук» (м. Краматорськ), вистава «Два пуделя» за мотивами комедії С. Злотникова. Нагороджено дипломами «За акторську роботу», «За кращу чоловічу роль другого плану», (С. Світлицький) «За кращу жіночу роль», (І. Погуляй), «За оригінальне рішення вистави».
- Театральний проект «Конфитюр» (м. Волгоград), комедія «Пицца–ход» за сценарієм режисера П. Терелянського. Нагороджено дипломами «За любов до театру», «За кращий акторський ансамбль».
- Театральна студія «ВікНо» (м. Краматорськ), казка «Когда в груди тук–тук!» Ю.Богданова Нагороджено дипломами «За акторську роботу», «За яскравий сценічний образ», «За кращу сценографію».
- Театральна студія «ЮZ» (м. Донецьк), драма «Похороните меня за плінтусом» за мотивами твору П. Санаєва. Нагороджено дипломом «За кращу чоловічу роль» (Є. Барсуков).
- Театр «Тур де Форс» (м. Одеса), казка «Принцеса по имени…» за сценарієм режисера Н. Князєвої. Нагороджено дипломами «За краще пластичне рішення».
- Народний театр «Маски» (м. Дніпропетровськ), вистава в жанрі матріархат «Две стрелы» А. Володіна. Нагороджено дипломами «За кращу режисуру», «За кращу жіночу роль другого плану», Гран-Прі фестивалю «Театральна легенда–2013».
- Театр-студія «Черный квадрат» (м. Київ), представив моновиставу «О другой женщине» А. Моруа. Нагороджено дипломом «За краще музичне оформлення».
- Театр СТЭМ «Атас» (м. Волгоград), мелодрама «На реке» Р. Янга. Нагороджено дипломом «За творчий дебют».[27][28][29][30][31]

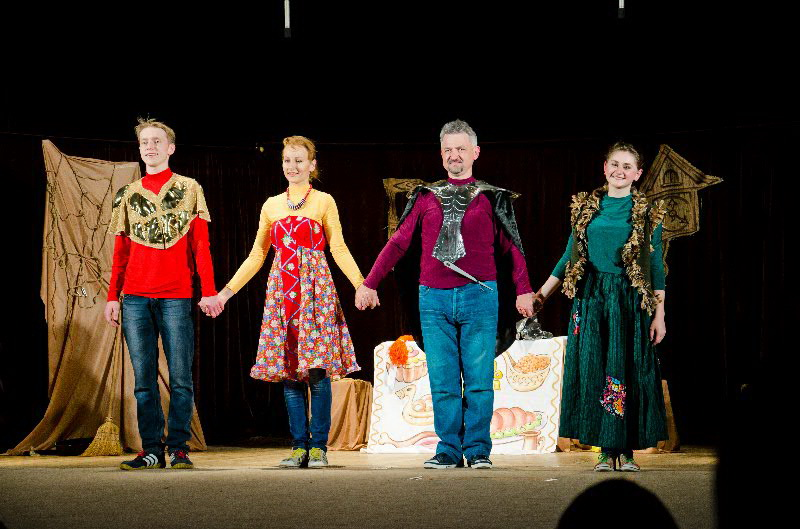
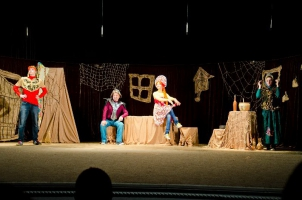

### Театральна легенда— 2017
Проходив з 18 по 21 травня 20017 року.
Брали участь:
- Народний театр «Маски» (м. Дніпро), драма «В каждой шутке…» Є.Шміда. Нагороджено дипломом «За акторський ансамбль».
- Народний театр «Бам-Бук» (м. Краматорськ), драма «Оулд» А. Винокурова. Нагороджено дипломами «За оригінальне рішення вистави та спецефекти»; «За кращу чоловічу роль другого плану» (І. Частилов); «За кращу чоловічу роль» (А. Таран); спеціальний приз журі «За самобутність театрального пошуку».
- Театральна студія «ВікНо» (м. Краматорськ), комедія «Женитесь, господа, женитесь!» за мотивами творів К. Аверченко. Нагороджено дипломом «За кращу режисуру».
- Театр «На Лермонтовской, 27» (м. Харків), мелодрама «Двое на качелях» У.Гібсона. Нагороджено дипломами «За музичне оформлення вистави»; «За кращу жіночу роль» (А. Задорожна).
- Театр-студія «В. Т.ы. К» (м. Миколаїв), соціальна драма «Рай на земле» А.Котляра. Нагороджено дипломом «Відкриття фестивалю».
- Театр пантоміми «Магик» (м. Сєвєродонецьк), вистава «Кукольник» С.Бондаренко. Нагороджено дипломом «За пластичне рішення вистави і авторський твір».
- Театр–студія «Ну, і дітки» (м. Полтава), комедія абсурду «Танцюють всі» С. Мрожека. Нагороджено дипломами «За кращу сценографію», «Король епізоду» (Т. Очкас), «За кращу жіночу роль другого плану» (С. Гогохія).

Студія «Театральний проект» (м. Дніпро), трагікомедія «Человек, который платит» Ів Жамміака. Нагороджено «Гран-Прі» фестивалю «Театральная легенда-2017», диплом «За творчий пошук та експеримент».

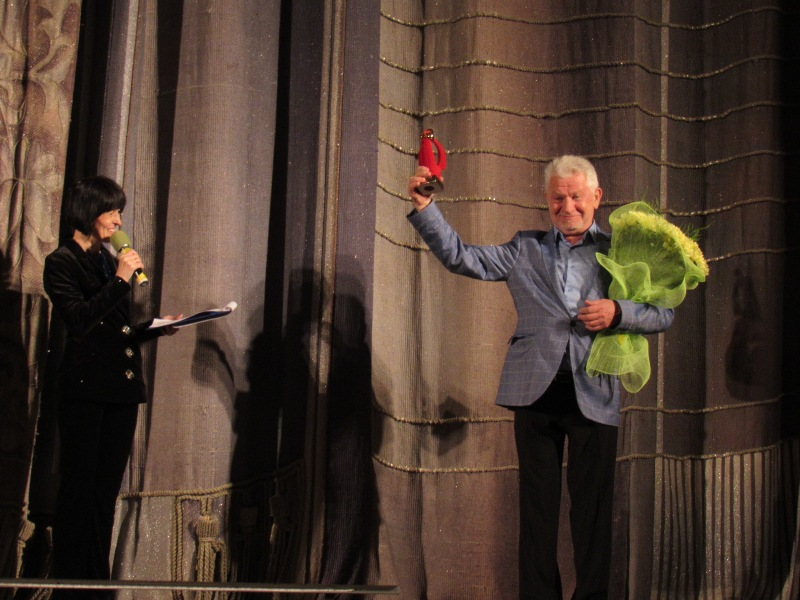
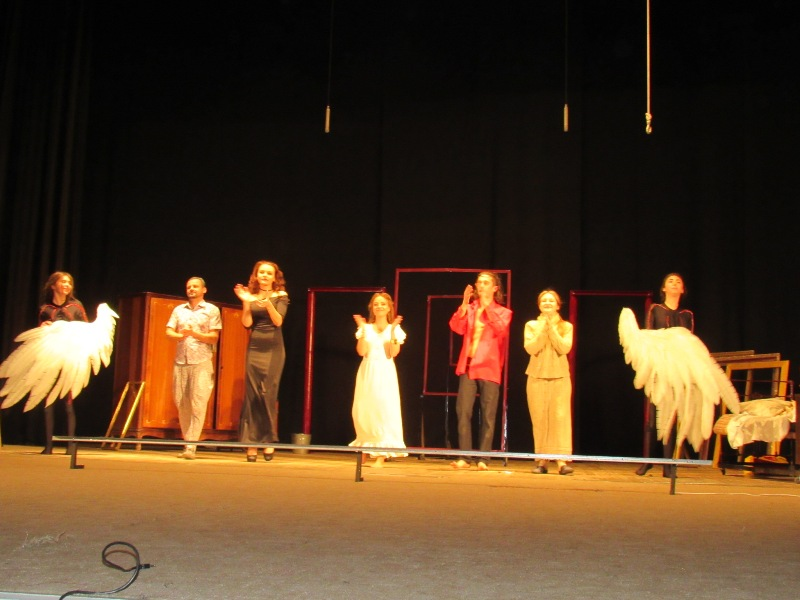
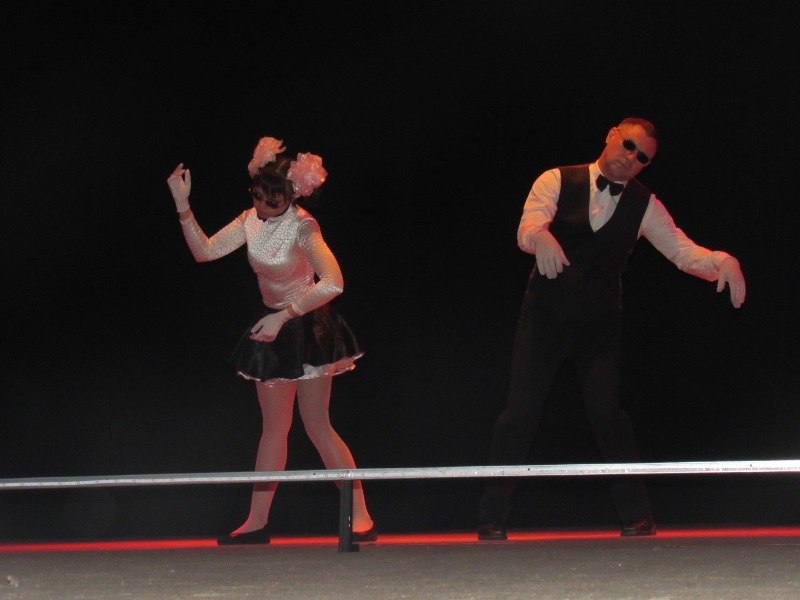

### Театральна легенда— 2018
Проходив з 17 по 20 травня 2018 року.
Брали участь:
- Театр пантоміми «Магик» (м. Сєвєродонецьк), студія естрадного танцю «Антарес» вистава «Митмариум. История одного мима» С.Бондаренка.
- Народний театр «Бам-Бук» (м. Краматорськ) водевіль «Беда от нежного сердца» В.Сологуба. Нагорода: Гран-при фестивалю, диплом за кращу жіночу роль Аліна Маковська, диплом за кращу чоловічу роль Ілля Частілов, диплом за краще музичне оформлення спектакля, дипломами була відзначена робота акторів Ганни Глекової, Максима Семенова, Олександри Деркач. Андрій Таран нагороджений подарунковим туристичним сертифікатом «За многолетнее служение театру».
- Народний театр-студія «Чудеса в решете» (м. Харків) спектакль «Очень простая история» М.Ладо.
- Дитячо-юнацька театральна студія «Ну, і дітки» (м. Полтава) спектакль «Ромео и Жасмин» О.Гавроша. Нагороджено дипломом «За лучшую режиссуру»
- Студія «Театральний проект» (м. Дніпро) спектакль «Комната 203» Н.Саймона
- Народний театр «Маски» (м. Дніпро) спектакль «Строй» Х. Бойчєва. Нагороджено дипломом «За лучшую режиссуру».
- Театр «Театр на Луне» (Харків) спектакль «Тот самый Мюнхаузен» Горіна Г. Нагороджено: дипломом за кращу жіночу роль  Анастасію Задорожну, дипломом за кращу чоловічу роль Євгена Коляду.
- В цьому році фестиваль співпав з ювілеєм засновника, режисера народного театру «Бам-Бук» Миколи Мітли, якому 18 травня виповнилось 70 років.[38][39][40]

### Театральна легенда— 2019
Проходив  з 16 по 19 травня 2019 р.
Брали участь:
- Театр-студія «МІФ» (м. Київ) неоднозначна комедія «Кав'ярня № 6», вистава створена за п'єсою Нежданої  Н. «Коли повертається дощ»
- Театр пантоміми «Магик» (м. Сєвєродонецьк), студія естрадного танцю «Антарес» вистава «Три поросенка. Новые приключения» Вайнера Б.
- Театр «ВікНо» (м. Краматорськ), вистава «Пара на скамейке» Гельмана О. Нагороджено: дипломом за любов до театру. Також  дипломами за акторську роботу  нагороджені С. Сергєєв та В. Носова
- Студія «Тетральный проект» (м. Дніпро) вистава «Третий глаз» Єрнєва О.
- Дитячо — юнацька театральна студія «Ну, і дітки» (м. Полтава) спектакль «Полианна» Портера Е.
- Народний театр «Маски» (м. Дніпро) вистава «В открытом море» Мрожека М.
- Народний театр «Бам-Бук» (м. Краматорськ) трагедія «Гамлет» В. Шекспіра. Нагороджено: Гран-при фестивалю, диплом фестивалю за кращу чоловічу роль І. Частілов, за кращу чоловічу роль другого плану  робота А.Таран. Також «Бам-Бук» удостоєний  дипломами за краще музичне оформлення спектаклю. За акторську роботу дипломи фестивалю отримали актори А.Маковська, М. Семенов, О.Губорєв.
- Закрита вистава-казка народного театру «Бам-Бук»  «Все мыши любят сыр»  Урбан Д. була представлена до уваги глядачів в день закриття фестивалю.[41][42][43]

### Театральна легенда— 2021
Проходив з 14 по 16 травня.
Брали участь:
- Зразковий художній  колектив «Дитячо — юнацька театральна студія» «Ну, і дітки» (м. Полтава) спектакль «Тринадцатая звезда»  В.Ольшанський. Нагороджено: Гран-прі фестивалю
- Народний театр-студія «Чудеса в решете» (м. Харків) спектакль  «Endorphins»  Ю.Ран. Нагороджено: спеціальний приз від «Клуба предпринимателей»
- Театр «Палата № 6» (м. Кропивницький) трагікомедія з елементами абсурду «Другой человек» П.Гладілін
- Народний молодіжний театр «Муравейник» (м. Новомосковськ) містична притча «Мы те, кто рядом с нами» Г.Греков, Ю.Муравицький
- Театр «Шум»  (м. Кривий ріг) 16+, психодрама з елементами гротеску «Три хорошие  девочки» П.Осіков
- Народний театр «Бам-Бук» (м. Краматорськ)  спектакль «Шекспир в Голливуде» К. Людвиг[en] Нагороджено: диплом «За лучшую режиссуру», спеціальний приз від « Клуба предпринимателей», диплом «Королева эпизода» А.Маковьска, за кращу жіночу роль другого плану А.Глекова, за кращу жіночу роль А.Кулагіна, за кращу чоловічу роль М.Семенов.

Всі учасники були нагороджені дипломами лауреатів та одержали нагороди в номінаціях.
Після нагородження  відбувся святковий концерт присвячений до 25 річного ювілею народного театру «Бам-Бук».